# Râul Vișag, Săcuieu
Râul Vișag este un curs de apă, afluent al râului Săcuieu. 